# Seleção Ganesa de Voleibol Feminino
A seleção ganesa de voleibol feminino é uma equipe do continente africano, composta pelas melhores jogadoras de voleibol do Gana. É mantida pela Federação Ganesa de Voleibol (GVF). Encontra-se na 98ª posição do ranking mundial da FIVB segundo dados de setembro de 2021.